# Jean-Baptiste Ouédraogo

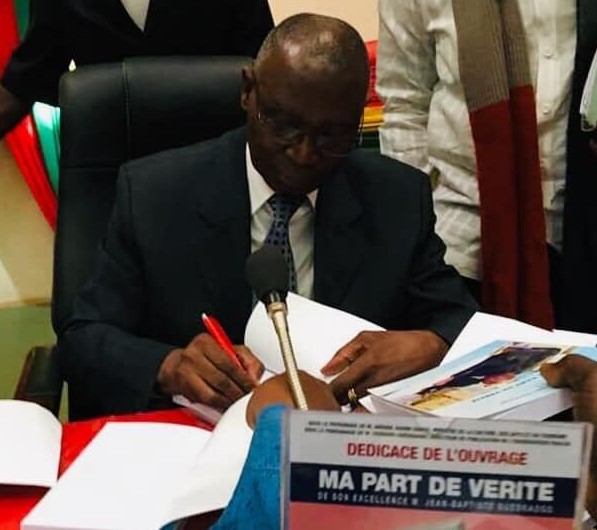
Jean-Baptiste Ouédraogo (2020)

Jean-Baptiste Ouédraogo (* 30. Juni 1942 in Kaya) ist ein burkinischer Politiker, der von 1982 bis 1983 Präsident von Obervolta, dem heutigen Burkina Faso, war.

## Arzt
Ouédraogo ist Katholik und gehört zu den Mossi, der größten Bevölkerungsgruppe im damals französischen Obervolta. Er studierte in der Elfenbeinküste und in Frankreich Medizin. Von 1976 bis 1977 war er Chefarzt der Kinderabteilung eines Krankenhauses in der Hauptstadt Ouagadougou. Danach ging er bis 1981 nach Mülhausen und spezialisierte sich auf Pädiatrie. Nach seiner Rückkehr aus Frankreich wurde er im Februar 1982 Chefarzt des Militärkrankenhauses von Ouagadougou.

## Staatschef
Am 7. November 1982 wurde der 1980 durch einen Putsch an die Macht gekommene Saye Zerbo durch einen erneuten Staatsstreich gestürzt. Major Dr. Ouédraogo wurde Vorsitzender des regierenden Militärrates Conseil du Salut du Peuple (CSP) und am 26. November Staats- und Regierungschef. Letzteres Amt übernahm im Januar 1983 der Hauptmann Thomas Sankara. Dieser wurde wegen vermuteter Sympathien für Libyen am 17. Mai 1983 von Ouédraogo entlassen und zeitweise inhaftiert.
Ende Mai kündigte Ouédraogo eine neue Verfassung und Wahlen binnen drei Monaten an, der CSP wurde aufgelöst. Seine Amtszeit wurde am 4. August 1983 durch einen neuen Putsch beendet, der vom späteren Präsidenten Blaise Compaoré mit Hilfe Libyens organisiert wurde und Sankara zu Ouédraogos Nachfolger machte.

## Weitere Laufbahn
Ouédraogo kehrte zur Medizin zurück und gründete am 14. Mai 1992 die Klinik Notre-Dame de la Paix in Ouagadougou. Der 1980 von Zerbo gestürzte Ex-Präsident Sangoulé Lamizana verstarb am 27. Mai 2005 mit 89 Jahren in dieser Klinik.